# لیندا برزونیک
لیندا برزونیک (آلمانی: Linda Bresonik؛ زادهٔ ۷ دسامبر ۱۹۸۳) یک بازیکن فوتبال اهل آلمان است.
از باشگاه‌هایی که در آن بازی کرده‌است می‌توان به اف سی آر ۲۰۰۱ دویسبورگ اشاره کرد.
وی همچنین در تیم ملی فوتبال زنان آلمان بازی کرده‌است.